# Mademoiselle Marthe
Mademoiselle Marthe est une chanteuse, comédienne et directrice de théâtre française du XVIIIe siècle, liée à Saint-Domingue. 

## Biographie
Elle est engagée comme actrice et chanteuse à la Comédie du Cap, théâtre de Cap-Français, qui a été fondé en 1764. Elle dirige ensuite la Comédie de Saint-Marc en 1769.
Le nom de Mademoiselle Marthe est associé à la fondation du théâtre de Saint-Marc. Cette ville était à l'époque la deuxième plus grande ville de Saint-Domingue, connue pour son grand intérêt pour le théâtre. En 1767, les acteurs Charron et Goulart de la Comédie du Cap mettent en scène une première pièce de théâtre dans une caserne temporaire de Saint-Marc et construisent un théâtre permanent de 400 places. Monsieur Duval est à l'origine nommé directeur de la Comédie de Saint-Marc, mais Marthe rachète la concession et assure elle-même le poste de directrice du théâtre. Elle dirige le théâtre en association avec une assistante et co-réalisatrice, l'actrice Mlle Francheville. Cet arrangement est unique, mais plusieurs femmes se font connaître au sein du monde théâtral à Saint-Domingue, telles que Madame Acquaire, directrice du théâtre de Petit-Gouave (1770), et Madame Case, codirectrice avec son époux du théâtre aux Cayes (1785).
Le tremblement de terre de 1770 à Port-au-Prince rase le théâtre pendant une représentation du Devin du Village de Jean-Jacques Rousseau. Les sponsors de Marthe financent immédiatement la construction d'une nouvelle salle de spectacle et, entre-temps, continuent de programmer les comédies et les opéras sous une grande tente. La nouvelle Comédie de Saint-Marc est inaugurée en 1773, avec 500 sièges d'une longueur de  quatre-vingt-dix pieds et une largeur de cinquante pieds, avec deux rangées de loges (elle est brûlée par ordre de Jean-Jacques Dessalines en 1802).
Mademoiselle Marthe a joué dans les opéras L'Ami de la maison de Gretry (1778), La Fée Urgele de Duni (1781) et Les trois Fermiers de Monvel-Dezede ; elle participe à un concert à la Comédie de Port-au-Prince en 1783, et joue en novembre 1783 dans Lundi au Cap ou les Recouvrements, une comédie en trois actes et en prose de Clément, comédien du Cap.